# 袁牧之
袁牧之（1909年5月30日—1978年6月30日），原名袁家莱，男，浙江宁波人，中国戏剧演员、編劇、导演、演员。第一任夫人陈波儿1951年去世。第二任夫人朱世藕是昆曲艺术家。长女袁牧女，次女袁小牧，儿子袁牧男。

## 生平
祖籍浙江鄞县。袁牧之早年间参加了戏剧协社和辛酉剧社，曾主演过《文舅舅》（即《万尼亚舅舅》）等剧。
20世纪30年代初期参加左翼戏剧活动，主演《五奎桥》、《怒吼吧！中国》等进步话剧。
后来致力于电影工作，主演《桃李劫》、《风云儿女》、《生死同心》，还编导了《都市风光》、《马路天使》等进步电影。
1935年的抗日名歌《義勇軍進行曲》最初的演唱者就是袁牧之和顧夢鶴。
抗日战争爆发后，他又转而从事抗战文艺宣传活动。1938年到延安，创建延安电影团。编导了大型纪录片《延安与八路军》，1940年加入中国共产党，第二次国共内战时期参加了东北电影制片厂（今長春電影製片廠）的创建和领导工作。
中华人民共和国建国后任文化部首任电影局局长。后被迫害排挤，1954年被迫离职。文革时被下放到湖北丹江五七干校。1978年春因病求医不成（医院受到政治干扰），未得到及时救治，于同年6月30日病逝於北京。终年69岁。

## 電影
| 年份 | 片名     | 角色       | 備註       |
| 1934 | 桃李劫   | 陶建平     |            |
| 1935 | 风云儿女 | 辛白華     |            |
| 1935 | 都市风光 | 拉洋片者   | 導演、編劇 |
| 1936 | 生死同心 | 柳元杰、李濤 |            |
| 1937 | 马路天使 |            | 導演       |
| 1938 | 八百壯士 | 谢晋元     |            |

## 相关遗迹
- 袁牧之故居，位于宁波市海曙区杨家桥巷1号，现为袁牧之主题电影馆，2023年9月1日公布为宁波市文物保护单位[1]。